# آلبرت وبر
آلبرت وبر (آلمانی: Albert Weber; ۲۱ نوامبر ۱۸۸۸ – ۱۷ سپتامبر ۱۹۴۰) بازیکن فوتبال اهل آلمان بود.